# Die einzige Frau
Die einzige Frau (Originaltitel: The Only Woman) ist ein US-amerikanisches Stummfilmdrama aus dem Jahr 1924 von Sidney Olcott mit Norma Talmadge und Eugene O’Brien in den Hauptrollen. Den Verleih übernahm First National Pictures.

## Handlung
Der Finanzmagnat Jerry Herrington erhält Beweise dafür, dass William Brinsley mit Treuhandfonds spekuliert hat, und droht, ihn ins Gefängnis zu werfen, wenn Brinsley nicht der Heirat seiner Tochter Helen mit Herringtons Sohn Rex zustimmt, der ein Trinker ist. Herrington glaubt, dass Helen die einzige Frau ist, die seinen Sohn reformieren kann. Helen stimmt schließlich zu und erfüllt ihren Vertrag aufs Wort. Herrington sagt ihr schließlich, dass er die Scheidung arrangieren wird, wenn Rex nüchtern und mit einem Ziel zu ihm zurückkehrt. 
Helen versucht, einen Mann aus Rex zu machen. Sie nimmt ihn mit auf eine Kreuzfahrt und hält ihn vom Alkohol fern. Ein Sturm kommt auf, es kommt zu einer Kollision, alle kommen um, außer Helen, Rex und der übereifrige Seemann Ole Hanson. Ole fällt später bei einem Kampf mit Rex über Bord. Schließlich werden sie gerettet und kehren nach Hause zurück. Rex bietet Helen die Scheidung an, aber sie sagt ihm, dass sie nicht mehr will.

## Hintergrund
Am 26. Oktober 1924 kam der Film in die US-Kinos.
William Cameron Menzies oblag die künstlerische Leitung.

## Kritiken
Mordaunt Hall von der The New York Times befand, dass, obwohl die eigentliche Handlung von Norma Talmadges neuestem Film nicht unbekannt sei, die Geschichte mehrere interessante Situationen, die wirkungsvoll dargestellt werden, enthalte.